# 尹暎善
尹暎善，（윤영선，1977年11月22日—），韩国围棋职业棋手。

## 生平
1992年入段，1997年升为二段，1994年至1996年女流国手战三连霸，1998年又一次夺得女流国手战冠军。2002年豪爵杯世界女子围棋锦标赛冠军，12月升为三段。2004年第2届正官庄杯亚军。2006年升为五段。2007年9月与德国学生布赫曼（Rasmus Buchmann）结婚后移民德国教棋。